# نورت یلم، واشینگتن
نورت یلم (به انگلیسی: North Yelm) یک منطقهٔ مسکونی در ایالات متحده آمریکا است که در شهرستان تورستن، واشینگتن واقع شده‌است. نورت یلم ۸٫۸ کیلومتر مربع مساحت و ۲٬۹۰۶ نفر جمعیت دارد و ۹۰ متر بالاتر از سطح دریا واقع شده‌است.